# Stanisław Schuster-Kruk

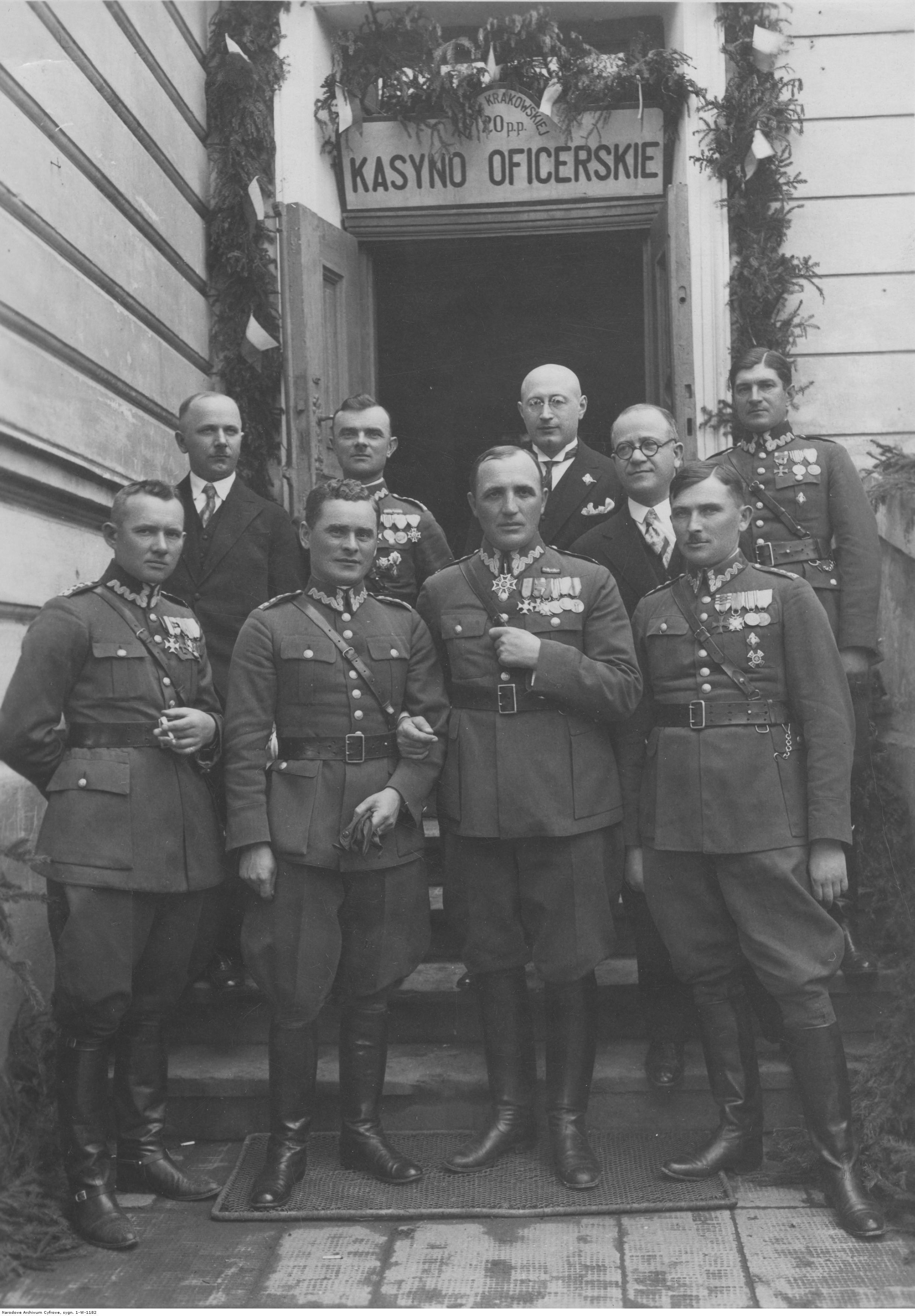
Organizatorzy 20 pułku piechoty przed kasynem oficerskim w Krakowie. W pierwszym rzędzie 2. od prawej płk Stanisław Schuster-Kruk

Stanisław Schuster-Kruk (ur. 25 lutego 1890 w Kołomyi, zm. 29 października 1945 w Wielkiej Brytanii) – pułkownik piechoty Wojska Polskiego, kawaler Orderu Virtuti Militari.

## Życiorys
Urodził się 25 lutego 1890 w Kołomyi, w rodzinie Antoniego Schustera i Joanny z Karczewskich. Ukończył gimnazjum realne w Kołomyi. W latach 1909–1914 pracował jako urzędnik kolejowy w Kołomyi. Przed I wojną światową był członkiem drużyny ćwiczebnej „Sokoła”, następnie członkiem założycielem Polskiej Drużyny Strzeleckiej. Po wybuchu wojny, 16 sierpnia 1914, wstąpił do Legionów Polskich. Służył w komendzie plutonu, komendzie kompanii w 1 kompanii 2 pułku piechoty II Brygady. Służył w stopniu porucznika piechoty. W służbie legionowej używał pseudonimu „Kruk”. Dwukrotnie ranny. Następnie był dowódcą baonu 14 pułku strzelców II Korpusu Wschodniego, uczestnikiem bitwy pod Kaniowem. Dostał się do niewoli niemieckiej, z której zbiegł do Kijowa, następnie na Kubań.
Od 1 kwietnia 1919 w Armii Polskiej we Francji, następnie w Wojsku Polskim dowódca baonu. Dokonał zmiany tożsamości na Stanisław Schuster-Kruk. Brał udział w wojnie polsko-bolszewickiej w szeregach 20 pułku piechoty Ziemi Krakowskiej, od sierpnia jako dowódca pułku. Za swoje czyny wojenne otrzymał Order Virtuti Militari. Został awansowany do stopnia podpułkownika piechoty ze starszeństwem z dniem 1 czerwca 1919. Po wojnie pozostał oficerem 20 pułku piechoty Ziemi Krakowskiej w garnizonie Kraków. W latach 1923–1924 był pełniącym obowiązki dowódcy pułku. Został awansowany do stopnia pułkownika piechoty ze starszeństwem z dniem 1 stycznia 1927. W tym stopniu w 1928 sprawował etatowe stanowisko dowódcy 20 pp. W Krakowie był działaczem tamtejszego klubu sportowego TS „Wisła”, którego był wiceprezesem od 1928.
28 stycznia 1931 roku otrzymał przeniesienie do Korpusu Ochrony Pogranicza na stanowisko dowódcy Brygady KOP „Wilno” w Wilnie. W 1935 roku został zwolniony ze stanowiska dowódcy brygady z zachowaniem dotychczasowego dodatku służbowego. Z dniem 31 grudnia 1935 roku został przeniesiony w stan spoczynku. Członek Zarządu Okręgu Kraków Związku Legionistów Polskich w 1936 roku.
Po wybuchu II wojny światowej w okresie kampanii wrześniowej działał w ramach ewakuacji eksponatów z krakowskiego Wawelu. 1 października 1940 roku przybył do Stacji Zbornej Oficerów Rothesay.
Od 29 listopada 1919 był mężem Ady Swiechowicz.
Zmarł 29 października 1945. Został pochowany na cmentarzu Battersea w Morden (kwatera H.1418).

## Ordery i odznaczenia
- Krzyż Srebrny Orderu Wojskowego Virtuti Militari[15]
- Krzyż Niepodległości (6 czerwca 1931)[16]
- Krzyż Walecznych (czterokrotnie)[2]
- Złoty Krzyż Zasługi (16 marca 1928)[17]
- Medal Pamiątkowy za Wojnę 1918–1921[2]
- Medal Dziesięciolecia Odzyskanej Niepodległości[2]
- Brązowy Medal za Długoletnią Służbę[2]
- Komandor Orderu Korony Rumunii (Rumunia)[2]
- Medal Zwycięstwa[2]
- Odznaka Pamiątkowa Więźniów Ideowych[18]

12 czerwca 1935 Krzyża i Medalu Niepodległości ponownie rozpatrzył jego wniosek, lecz Krzyża Niepodległości z Mieczami mu nie przyznał.